# Renaissance Theatre Company
La Renaissance Theatre Company fou una companyia de teatre fundada el 1987 per Kenneth Branagh i David Parfitt. La companyia es va dissoldre el 1992.